# Ervin J. Nutter Center
Das Wright State University Nutter Center (kurz: Nutter Center) ist eine Multifunktionsarena auf dem Campus der Wright State University in der US-amerikanischen Stadt Fairborn, einem Vorort von Dayton, im Bundesstaat Ohio. Sie fasst bis zu 11.500 Zuschauer. Seit ihrer Einweihung ist die Arena Heimstätte der Frauen- und Männer-College-Basketballmannschaft sowie die Frauen-College-Volleyballmannschaft der Wright State Raiders, der Sportabteilung der Wright State University.

## Geschichte
Die Halle im Greene County ist nach dem Geschäftsmann, Erfinder und Philanthrop Ervin J. Nutter benannt. Er spendete 1986 als Anstoß für den Bau einer Veranstaltungshalle 1,5 Mio. US-Dollar. Nach der Spende investierte der Bundesstaat Ohio acht Mio. US-Dollar und die Wright State University steuerte einen Teil durch Einnahmen aus Studiengebühren bei. Nach dem Baubeginn 1988 wurde das Gebäude innerhalb von 20 Monaten von 400 Bauarbeitern errichtet. Am 1. Dezember 1990 wurde die Eröffnung gefeiert. Das Nutter Center mit 260.000 sq ft (rund 24.155 m2) und 18 Luxus-Logen ist für verschiedenste Veranstaltungen ausgestattet. Hinzu kommen eine Laufstrecke, ein vollausgestattetes Fitnessstudio, ein Mehrzweckraum, Umkleidekabinen und Klassenräume. Neben dem College-Sport werden u. a. Konzerte, Eis- und Familien-Shows wie Disney On Ice, Zirkus (Cirque du Soleil oder Ringling Bros. and Barnum & Bailey Circus), Auftritte der Blue Man Group, Spiele der The Harlem Globetrotters veranstaltet. Innerhalb der ersten sieben Monate wurde die Mehrzweckarena für 120 Veranstaltungen gebucht.
Im Laufe der Jahre traten verschiedene Künstler und Bands wie AC/DC, Kelly Clarkson, ZZ Top, Reba McEntire, Aerosmith, Aretha Franklin, das Trans-Siberian Orchestra, Korn, Elton John, James Taylor, Dierks Bentley, The Beach Boys, Rod Stewart, KISS, Jay-Z, Def Leppard, Toby Keith, Mötley Crüe, Carrie Underwood, Neil Diamond, Kid Rock, Lynyrd Skynyrd, Tina Turner, Kesha, Jason Aldean, Darius Rucker, Cher oder Billy Joel im Nutter Center auf.
Neben den Teams der Wright State Raiders trug das Franchise der Dayton Bombers aus der ECHL ab 1996 ihre Heimspiele im Nutter Center aus, bevor das Eishockeyteam den Spielbetrieb im Jahr 2009 einstellte. Ein kurzes Gastspiel gaben die Dayton Wings der World Basketball League (WBL), die in der Arena von 1991 bis 1992 ansässig waren. Die Teams der Dayton Warbirds (2005) und Dayton Bulldogs (2006) aus der National Indoor Football League (NIFL) nutzen ebenfalls die Sportarena.
Außerdem fanden im Nutter Center verschiedene Wrestling-Veranstaltungen der WWE, wie beispielsweise das damalige World-Wrestling-Federation-Turnier King of the Ring (1993), das Special WWE vs. ECW Head to Head im Jahr 2006, statt. Darüber  verschiedene Aufzeichnungen der Shows RAW und SmackDown. In den Jahren 1993, 1995, 1996, 1997 und 2001 war die Halle Austragungsort der Basketballmeisterschaft der NCAA Midwestern Collegiate Conference, der heutigen Horizon League. 2007 fand die Meisterschaft erstmals unter dem neuen Conference-Namen in Fairborn statt.
Im Zuge des US-amerikanischen Präsidentschaftswahlkampf 2008 fanden zudem Veranstaltungen der Bewerber Barack Obama und John McCain in der Arena statt. Am 29. August 2008 wurde dabei Sarah Palin im Nutter Center offiziell als McCains Vizepräsidentschaftskandidaten vorgestellt.